# Greg Vaughan
James Gregory Vaughan, Jr., conocido como Greg Vaughan, es un actor estadounidense conocido por haber interpretado a Dan Gordon en la serie Charmed, a Diego Gutiérrez en la serie The Young and the Restless, a Lucky Spencer en la serie General Hospital y actualmente por dar vida a Eric Brady en la serie Days of Our Lives.

## Biografía
Es hijo de James Gregory Vaughan Sr. y Barbara Ann Alt.
El 4 de junio de 2006 se casó con la modelo y actriz holandesa Touriya Haoud. El 4 de mayo de 2007 le dieron la bienvenida a su primer hijo Jathan James Vaughan, el 19 de enero de 2010 recibieron a su segundo hijo Cavan Thomas Vaughan y el 6 de marzo de 2012 le dieron la bienvenida a su tercer hijo Landan Reid Vaughan. La pareja anunció que se había separado el 14 de abril de 2014 y posteriormente se divorciaron.

## Carrera
En 1998 se unió al elenco de la película de terror Los chicos del maíz 5: Campos de terror (Children of the Corn V: Fields of Terror) en la que interpretó a Tyrus.
En 1999 apareció en un comercial para la televisión de la colonia "Preferred Stock".
Ese mismo año se unió al elenco recurrente de la serie Embrujadas donde interpretó a Dan Gordon, el vecino de las Halliwell y el interés romántico de Piper Halliwell (Holly Marie Combs), hasta la segunda temporada en el 2000, después de que su personaje decidiera mudarse a Portland luego de recibir una oferta de trabajo tras darse cuenta de que Piper aún estaba enamorada de Leo Wyatt (Brian Krause). 
En abril del 2002 se unió al elenco principal de la serie The Young and the Restless donde interpretó al mesero Diego Gutiérrez, el hermano de Raul Gutiérrez (David Lago), hasta el 17 de febrero de 2003 después de que su personaje decidiera irse de Genoa luego de que su relación con Victoria Newman (Heather Tom) terminara. Previamente Diego fue interpretado por el actor Diego Serrano del 18 de diciembre de 2001 al 2002.
En el 2003 se unió al elenco principal de la serie médica General Hospital donde dio vida a Lucas Lorenzo "Lucky" Spencer, Jr., el hijo de Luke Spencer (Anthony Geary) y Laura Spencer (Genie Francis), hasta el 2009. Greg fue el segundo actor en interpretar a Lucky, anteriormente el personaje fue interpretado por el actor Jacob Young del 2000 hasta el 2003 y por el actor Jonathan Jackson del 29 de octubre de 1993 a 1999 así como del 2009 a diciembre del 2011 y nuevamente en el 2015 hasta el 14 de julio del mismo año.
En el 2012 se unió al elenco principal de la exitosa serie Days of Our Lives donde interpretó a Eric Brady, el hijo de Roman Brady y Marlena Evans, hasta el 15 de abril de 2016. En el 2016 se anunció que Greg regresaría a la serie en enero del 2017. Previamente el actor Jensen Ackles interpretó a Eric de 1997 hasta el 2000.
En el 2016 se unió al elenco principal de la primera temporada de la serie Queen Sugar donde interpretó a Calvin, un oficial de la policía casado que mantiene una aventura con Nova Bordelon (Rutina Wesley).

## Filmografía

### Series de televisión
| Año           | Título                                         | Personaje        | Notas                                 |
| ------------- | ---------------------------------------------- | ---------------- | ------------------------------------- |
| 2012-presente | Days of Our Lives                              | Eric Brady       | 361 episodios                         |
| 2016          | Lucifer                                        | Mr. Russell      | episodio "Lucifer, Stay. Good Devil." |
| 2016          | Queen Sugar                                    | Det. Calvin      | 13 episodios                          |
| 2003 - 2009   | General Hospital                               | Lucky Spencer    | 603 episodios                         |
| 2002 - 2003   | The Young and the Restless                     | Diego Guttierez  | 12 episodios                          |
| 1999 - 2000   | Charmed                                        | Dan Gordon       | 18 episodios                          |
| 1997          | Buffy the Vampire Slayer (serie de televisión) | Richard Anderson | Episódico: Reptile Boy                |

### Películas
| Año  | Título                                   | Personaje     | Notas |
| ---- | ---------------------------------------- | ------------- | --- |
| 2013 | Second Chances                           | Jeff Sinclair | junto a Alison Sweeney, Edward Asner, Benjamin Stockham, Charlotte Labadie, Diego Serrano y Matthew Skomo |
| 2011 | Love's Christmas Journey                 | Aaron Davis   | junto a Natalie Hall, Dylan Bruce, JoBeth Williams, Bobby Campo, Charles Shaughnessy y Sean Astin         |
| 2011 | Borderline Murder                        | Ray Sullivan  | junto a Brooke Burns, George Stults, David Moscow, Alexandra Lydon, Catherine Hicks y Clayton Rohner      |
| 1998 | Children of the Corn V: Fields of Terror | Tyrus         | junto a Stacy Galina, Alexis Arquette, Eva Mendes, Adam Wylie, Ahmet Zappa y David Carradine              |
| 1997 | Poison Ivy: The New Seduction            | Michael       | junto a Jaime Pressly, Megan Edwards, Michael Des Barres, Susan Tyrrell y Tenaya Erich                    |

## Premios y nominaciones
| Año  | Categoría            | Premio                  | Serie                      | Resultado |
| ---- | -------------------- | ----------------------- | -------------------------- | --------- |
| 2003 | Outstanding Newcomer | Soap Opera Digest Award | The Young and the Restless | Nominado  |